# جوناثان هال
جوناثان هال (3 سبتمبر 1962 في المملكة المتحدة - ) (بالإنجليزية: Jonathan Hall) هو لاعب كريكت بريطاني. لعب مع Dorset County Cricket Club ‏.

## وصلات خارجية
- جوناثان هال على موقع IMDb (الإنجليزية)
- جوناثان هال على موقع قاعدة بيانات الفيلم (الإنجليزية)